# Liste des monuments historiques de Zaventem
Cette page regroupe l'ensemble des monuments classés de la ville belge de Zaventem.

## Monuments
| Objet                                         | Statut du classement? | Année de construction/architecte | Section communale   | Adresse                 | Coordonnées                      | Numéro d'inventaire | Illustration                      |
| --------------------------------------------- | --------------------- | -------------------------------- | ------------------- | ----------------------- | -------------------------------- | ------------------- | --------------------------------- |
| (nl) Parochiekerk Sint-Martinus               | Oui                   |                                  | Zaventem            | Kerkplein               | 50° 52′ 53″ nord, 4° 28′ 25″ est | 40871               | Téléverser                        |
| (nl) Kapel Onze-Lieve-Vrouw van Bijstand      |                       |                                  | Zaventem            | Michielsstraat          | 50° 52′ 53″ nord, 4° 29′ 11″ est | 40874               | Téléverser                        |
| (nl) Karmelietenklooster                      |                       |                                  | Zaventem            | Kouterweg 8             | 50° 52′ 45″ nord, 4° 28′ 42″ est | 40875               | Téléverser                        |
| (nl) Karmelietenklooster                      |                       |                                  | Zaventem            | Kouterweg 10            | 50° 52′ 45″ nord, 4° 28′ 42″ est | 40875               | Téléverser                        |
| (nl) Karmelietenklooster                      |                       |                                  | Zaventem            | Kouterweg 12            | 50° 52′ 45″ nord, 4° 28′ 42″ est | 40875               | Téléverser                        |
| (nl) Kasteel Val Marie                        |                       |                                  | Zaventem            | Parklaan 1              | 50° 52′ 45″ nord, 4° 28′ 32″ est | 40876               | Téléverser                        |
| (nl) Tweeverdiepingshuis                      |                       |                                  | Zaventem            | Hector Henneaulaan 136  | 50° 52′ 49″ nord, 4° 28′ 08″ est | 40877               | Téléverser                        |
| (nl) Woning, eertijds Hof ter Beke            |                       |                                  | Zaventem            | Hector Henneaulaan 160  | 50° 52′ 51″ nord, 4° 28′ 03″ est | 40878               | Téléverser                        |
| (nl) Woning, eertijds Hof ter Beke            |                       |                                  | Zaventem            | Hector Henneaulaan 162  | 50° 52′ 51″ nord, 4° 28′ 03″ est | 40878               | Téléverser                        |
| (nl) Gebouw, watermolen                       |                       |                                  | Zaventem            | Hector Henneaulaan 164  | 50° 52′ 52″ nord, 4° 28′ 00″ est | 40879               | Téléverser                        |
| (nl) Boerenhuisjes                            |                       |                                  | Zaventem            | Imbroekstraat 24        | 50° 52′ 54″ nord, 4° 28′ 49″ est | 40880               | Téléverser                        |
| (nl) Boerenhuisjes                            |                       |                                  | Zaventem            | Imbroekstraat 26        | 50° 52′ 54″ nord, 4° 28′ 49″ est | 40880               | Téléverser                        |
| (nl) Breuksteenbouw                           |                       |                                  | Zaventem            | Imbroekstraat 31        | 50° 52′ 57″ nord, 4° 28′ 51″ est | 40881               | Téléverser                        |
| (nl) Hoevetjes                                |                       |                                  | Zaventem            | Imbroekstraat 53        | 50° 52′ 55″ nord, 4° 28′ 54″ est | 40885               | Téléverser                        |
| (nl) Hoevetjes                                |                       |                                  | Zaventem            | Imbroekstraat 55        | 50° 52′ 55″ nord, 4° 28′ 54″ est | 40885               | Téléverser                        |
| (nl) Gebouwencomplex                          | Oui                   |                                  | Zaventem            | Kerkplein 1             | 50° 52′ 52″ nord, 4° 28′ 23″ est | 40886               | Téléverser                        |
| (nl) Tweeverdiepingshuis                      |                       |                                  | Zaventem            | Kerkplein 5             | 50° 52′ 51″ nord, 4° 28′ 25″ est | 40887               | Téléverser                        |
| (nl) Tweeverdiepingshuis                      |                       |                                  | Zaventem            | Kerkplein 6             | 50° 52′ 51″ nord, 4° 28′ 25″ est | 40887               | Téléverser                        |
| (nl) Stadswoningen                            |                       |                                  | Zaventem            | Kerkplein 11            | 50° 52′ 52″ nord, 4° 28′ 28″ est | 40888               | Téléverser                        |
| (nl) Stadswoningen                            |                       |                                  | Zaventem            | Kerkplein 12            | 50° 52′ 52″ nord, 4° 28′ 28″ est | 40888               | Téléverser                        |
| (nl) Stadswoningen                            |                       |                                  | Zaventem            | Kerkplein 13            | 50° 52′ 52″ nord, 4° 28′ 28″ est | 40888               | Téléverser                        |
| (nl) Breukstenen woonhuizen                   | Oui                   |                                  | Zaventem            | Kerkstraat 1            | 50° 52′ 52″ nord, 4° 28′ 22″ est | 40889               | Téléverser                        |
| (nl) Breukstenen woonhuizen                   | Oui                   |                                  | Zaventem            | Kerkstraat 3            | 50° 52′ 52″ nord, 4° 28′ 22″ est | 40889               | Téléverser                        |
| (nl) Gebouw met gecementeerde voorgevel       |                       |                                  | Zaventem            | Kleine Daalstraat 38    | 50° 52′ 50″ nord, 4° 28′ 08″ est | 40891               | Téléverser                        |
| (nl) Gebouw met gecementeerde voorgevel       |                       |                                  | Zaventem            | Kleine Daalstraat 40    | 50° 52′ 50″ nord, 4° 28′ 08″ est | 40891               | Téléverser                        |
| (nl) Luchthaven: beglaasde hal                |                       |                                  | Zaventem            | Luchthaven Nationaal 1  | 50° 53′ 51″ nord, 4° 29′ 04″ est | 40894               | Téléverser                        |
| (nl) Luchthaven: kapel Sint-Rafael, 1962      |                       |                                  | Zaventem            | Luchthaven Nationaal 1  | 50° 53′ 48″ nord, 4° 29′ 04″ est | 40895               | Téléverser                        |
| (nl) Boerenhuis                               |                       |                                  | Zaventem            | Michielsstraat 9        | 50° 52′ 56″ nord, 4° 29′ 11″ est | 40897               | Téléverser                        |
| (nl) Gebouw breuksteen                        |                       |                                  | Zaventem            | Michielsstraat 11       | 50° 52′ 55″ nord, 4° 29′ 12″ est | 40898               | Téléverser                        |
| (nl) Gebouw breuksteen                        |                       |                                  | Zaventem            | Michielsstraat 13       | 50° 52′ 55″ nord, 4° 29′ 12″ est | 40898               | Téléverser                        |
| (nl) Van Dijckhuis                            |                       |                                  | Zaventem            | Parklaan 15             | 50° 52′ 53″ nord, 4° 28′ 29″ est | 40902               | Téléverser                        |
| (nl) Woonhuizen                               | Oui                   |                                  | Zaventem            | Vijverstraat 2          | 50° 52′ 51″ nord, 4° 28′ 24″ est | 40904               | Téléverser                        |
| (nl) Woonhuizen                               | Oui                   |                                  | Zaventem            | Vijverstraat 4          | 50° 52′ 51″ nord, 4° 28′ 24″ est | 40904               | Téléverser                        |
| (nl) Woonhuizen                               | Oui                   |                                  | Zaventem            | Vijverstraat 6          | 50° 52′ 51″ nord, 4° 28′ 24″ est | 40904               | Téléverser                        |
| (nl) Parochiekerk Sint-Lambertus              | Oui                   |                                  | Nossegem            | Sint-Lambertusstraat    | 50° 52′ 52″ nord, 4° 30′ 10″ est | 40907               | (nl) Parochiekerk Sint-Lambertus  |
| (nl) Onze-Lieve-Vrouwekapel                   |                       |                                  | Nossegem            | Weynboslaan             | 50° 52′ 54″ nord, 4° 30′ 01″ est | 40908               | Téléverser                        |
| (nl) Onze-Lieve-Vrouwekapel                   |                       |                                  | Nossegem            | Leuvensesteenweg        | 50° 52′ 51″ nord, 4° 31′ 01″ est | 40909               | Téléverser                        |
| (nl) Pastorie                                 | Oui                   |                                  | Nossegem            | Sint-Lambertusstraat 16 | 50° 52′ 48″ nord, 4° 30′ 10″ est | 40910               | Téléverser                        |
| (nl) Gesloten hoeve                           |                       |                                  | Nossegem            | Sint-Lambertusstraat 1  | 50° 52′ 49″ nord, 4° 30′ 18″ est | 40911               | Téléverser                        |
| (nl) Boerenhuis                               |                       |                                  | Nossegem            | Leuvensesteenweg 662    | 50° 52′ 43″ nord, 4° 30′ 34″ est | 40912               | Téléverser                        |
| (nl) Boerenhuis                               |                       |                                  | Nossegem            | Leuvensesteenweg 678    | 50° 52′ 44″ nord, 4° 30′ 39″ est | 40913               | Téléverser                        |
| (nl) Hoevetje                                 |                       |                                  | Nossegem            | Namenstraat 23          | 50° 52′ 50″ nord, 4° 30′ 19″ est | 40916               | Téléverser                        |
| (nl) Rondboogpoort van zandsteen              |                       |                                  | Nossegem            | Pachthofstraat          | 50° 52′ 45″ nord, 4° 30′ 20″ est | 40918               | Téléverser                        |
| (nl) Afspanning De Leeuw                      |                       |                                  | Nossegem            | Dewandelaerstraat 40    | 50° 52′ 25″ nord, 4° 31′ 27″ est | 40919               | Téléverser                        |
| (nl) Parochiekerk Sint-Stephanus              | Oui                   |                                  | Sint-Stevens-Woluwe | Sint-Stefaansstraat     | 50° 52′ 10″ nord, 4° 27′ 02″ est | 40921               | Téléverser                        |
| (nl) Rijhuis                                  |                       |                                  | Sint-Stevens-Woluwe | Sint-Stefaansstraat 9   | 50° 52′ 06″ nord, 4° 26′ 56″ est | 40924               | Téléverser                        |
| (nl) Hof Kleinenberg                          | Oui                   |                                  | Sint-Stevens-Woluwe | Kleinenbergstraat 97    | 50° 51′ 32″ nord, 4° 26′ 46″ est | 40925               | Téléverser                        |
| (nl) Hof Kleinenberg                          | Oui                   |                                  | Sint-Stevens-Woluwe | Kleinenbergstraat 99    | 50° 51′ 32″ nord, 4° 26′ 46″ est | 40925               | Téléverser                        |
| (nl) Parochiekerk Sint-Pancratius             | Oui                   |                                  | Sterrebeek          | Dorp                    | 50° 51′ 42″ nord, 4° 30′ 44″ est | 40929               | (nl) Parochiekerk Sint-Pancratius |
| (nl) Kasteel Ter Meeren en donjon             | Oui                   |                                  | Sterrebeek          | Mechelsesteenweg 98     | 50° 51′ 19″ nord, 4° 30′ 32″ est | 40930               | Téléverser                        |
| (nl) Kasteel van Sterrebeek                   | Oui                   |                                  | Sterrebeek          | Zavelstraat 2           | 50° 51′ 36″ nord, 4° 30′ 34″ est | 40931               | Téléverser                        |
| (nl) Gesloten hoeve                           |                       |                                  | Sterrebeek          | Frans Peetersstraat 34  | 50° 51′ 29″ nord, 4° 30′ 57″ est | 40933               | Téléverser                        |
| (nl) Huis 1786                                |                       |                                  | Sterrebeek          | Kerkdries 4             | 50° 51′ 41″ nord, 4° 30′ 47″ est | 40934               | Téléverser                        |
| (nl) Huis 1786                                |                       |                                  | Sterrebeek          | Kerkdries 6             | 50° 51′ 41″ nord, 4° 30′ 47″ est | 40934               | Téléverser                        |
| (nl) Tweeverdiepingshuis                      |                       |                                  | Sterrebeek          | Kerkdries 8             | 50° 51′ 40″ nord, 4° 30′ 46″ est | 40935               | Téléverser                        |
| (nl) Tweeverdiepingshuis                      |                       |                                  | Sterrebeek          | Kerkdries 10            | 50° 51′ 40″ nord, 4° 30′ 46″ est | 40935               | Téléverser                        |
| (nl) Eénlaags huis 1768                       |                       |                                  | Sterrebeek          | Kerkdries 12            | 50° 51′ 40″ nord, 4° 30′ 47″ est | 40936               | Téléverser                        |
| (nl) Pastorie                                 | Oui                   |                                  | Sterrebeek          | Kerkdries 26            | 50° 51′ 41″ nord, 4° 30′ 43″ est | 40937               | Téléverser                        |
| (nl) Tweeverdiepingshuis                      |                       |                                  | Sterrebeek          | Dorp 5                  | 50° 51′ 42″ nord, 4° 30′ 48″ est | 40938               | Téléverser                        |
| (nl) Tweeverdiepingshuis                      |                       |                                  | Sterrebeek          | Dorp 7                  | 50° 51′ 42″ nord, 4° 30′ 48″ est | 40938               | Téléverser                        |
| (nl) Tweeverdiepingshuis                      |                       |                                  | Sterrebeek          | Dorp 9                  | 50° 51′ 42″ nord, 4° 30′ 47″ est | 40939               | Téléverser                        |
| (nl) Tweeverdiepingshuis                      | Oui                   |                                  | Sterrebeek          | Dorp 28                 | 50° 51′ 42″ nord, 4° 30′ 43″ est | 40940               | Téléverser                        |
| (nl) Tweeverdiepingshuis                      | Oui                   |                                  | Sterrebeek          | Dorp 30                 | 50° 51′ 42″ nord, 4° 30′ 43″ est | 40940               | Téléverser                        |
| (nl) Lagaekasteeltje in neotraditionele stijl |                       |                                  | Sterrebeek          | Mechelsesteenweg 333    | 50° 52′ 03″ nord, 4° 30′ 46″ est | 40941               | Téléverser                        |
| (nl) Gesloten hoeve Herinckxpachthof          |                       |                                  | Sterrebeek          | Grote Geeststraat 10    | 50° 51′ 07″ nord, 4° 30′ 21″ est | 40942               | Téléverser                        |
| (nl) Dorpswoning                              |                       |                                  | Sterrebeek          | Nieuwstraat 39          | 50° 51′ 43″ nord, 4° 30′ 45″ est | 40943               | Téléverser                        |
| (nl) Jagershoeve                              |                       |                                  | Sterrebeek          | Frans Peetersstraat 15  | 50° 51′ 29″ nord, 4° 30′ 53″ est | 40944               | Téléverser                        |
| (nl) Dienstgebouw                             |                       |                                  | Sterrebeek          | Zavelstraat 11          | 50° 51′ 45″ nord, 4° 30′ 40″ est | 40945               | Téléverser                        |
| (nl) Dorpswoning van 1871                     |                       |                                  | Sterrebeek          | Zavelstraat 19          | 50° 51′ 46″ nord, 4° 30′ 39″ est | 40946               | Téléverser                        |
| (nl) Boerenhuis                               |                       |                                  | Sterrebeek          | Oude Baan 123           | 50° 52′ 21″ nord, 4° 31′ 23″ est | 40947               | Téléverser                        |
| (nl) Boerenhuis                               |                       |                                  | Sterrebeek          | Oude Baan 125           | 50° 52′ 21″ nord, 4° 31′ 23″ est | 40947               | Téléverser                        |
| (nl) Boerenhuis, 1859                         |                       |                                  | Sterrebeek          | Oude Baan 129           | 50° 52′ 22″ nord, 4° 31′ 25″ est | 40948               | Téléverser                        |

## Ensembles architecturaux
| Objet                    | Statut du classement? | Année de construction/architecte | Section communale | Adresse | Coordonnées | Numéro d'inventaire | Illustration |
| ------------------------ | --------------------- | -------------------------------- | ----------------- | --- | ----------- | ------------------- | ------------ |
| (nl) Tuinwijk, Rode Cité |                       |                                  | Zaventem          | Bosstraat 1-7 Olmenstraat 2-50 Platanenstraat 1-31 en 2-30 Populierenstraat 1-23 en 2-22 Tuinwijkstraat 80-98 Vilvoordelaan 97-131 Wilgenstraat 1-9 en 2-12 |             | 21970               | Téléverser   |